# Романчиков, Георгий Степанович
Георгий Степанович Романчиков — советский хозяйственный, государственный и политический деятель.

## Биография
Родился в 1905 году в местечке Носовичи. Член КПСС с 1931 года.
С 1925 года — на хозяйственной, общественной и политической работе. В 1925—1970 гг. — ответственный работник завода «Каучук» в городе Москва, красноармеец, ответственный работник отдела писем газеты «Правда», участник Великой Отечественной войны, старший инструктор агитпропа политотдела 41-й армии, секретарь Военного Совета 2-го Украинского фронта, секретарь Военного Совета Забайкальского фронта, директор издательства «Правда», специальный корреспондент газеты «Правда».
Умер в Москве в январе 1993 года.